# Membracis micaniaae
Membracis micaniaae är en insektsart som beskrevs av Richter. Membracis micaniaae ingår i släktet Membracis och familjen hornstritar. Inga underarter finns listade i Catalogue of Life.